# Diritti LGBT in Libia
Le persone lesbiche, gay, bisessuali e transessuali (LGBT) in Libia sono chiamate ad affrontare sfide legali non vissute dagli altri residenti, in quanto l'attività sessuale tra persone dello stesso sesso, sia maschile che femminile, è considerata illegale.

## Leggi penali
Il codice penale del paese proibisce ogni attività sessuale al di fuori del matrimonio sancito legalmente; gli atti omosessuali privati tra adulti consenzienti rimangono illegali e la condanna massima consentita per i colpevoli è la pena di morte.
Nel 1990 il leader libico Muʿammar Gheddafi cominciò ad emanare alcune leggi di "purificazione", progettate per imporre una visione più dura della Sharia sulla popolazione. I tribunali libici hanno avuto il potere di usare l'amputazione, la fustigazione e altre punizioni nei confronti di quelle persone che risultavano violare la moralità islamica tradizionale.
Nel 2010 il blog Gay Middle East ha riferito che due uomini adulti erano stati accusati di "atti indecenti", il che significava un comportamento crossdressing e omosessuale.
Anche l'omosessualità femminile sembra inoltre essere illegale. Nel 2010 la Francia trattava il diritto di asilo di una ragazza che ha cercato scampo dopo essere stata imprigionata, violentata per poi tornare alla sua famiglia per contrarre un matrimonio forzato dopo aver fatto una dichiarazione pubblica on-line dicendo che era lesbica.

## Sommario sulle condizioni sociali
Il governo non permette la difesa pubblica dei diritti LGBT. Quando questi sono discussi, è sempre in modo negativo, in linea con la morale islamica tradizionale.
Nel 2003, Gheddafi ha dichiarato di credere che fosse "impossibile" di contrarre il virus dell'AIDS-HIV attraverso il sesso vaginale eterosessuale non protetto.
Nel febbraio 2012 un delegato libico ha suscitato indignazione dopo aver detto ad un gruppo dei diritti umani delle Nazioni Unite che le persone omosessuali minacciano il futuro della razza umana.

## Tabella riassuntiva
| Attività e relazioni sessuali legali                         | (la pena può arrivare fino a 4 anni di carcere o con la morte) |
| Parità dell'età di consenso                                  | No                                                             |
| Leggi anti-discriminazione sul lavoro                        | No                                                             |
| Leggi anti-discriminazione nella fornitura di beni e servizi | No                                                             |
| Leggi anti-discriminazione in tutti gli altri settori        | No                                                             |
| Matrimonio egualitario                                       | No                                                             |
| Unione civile                                                | No                                                             |
| Adozione                                                     | No                                                             |
| Autorizzazione a prestare servizio nelle forze armate        | No                                                             |
| Diritto di cambiare legalmente sesso                         | No                                                             |
| Surrogazione di maternità                                    | No                                                             |
| Permessa la donazione di sangue per le persone omosessuali   | No                                                             |